# Зеленогорський Федір Олександрович
Федір Олександрович Зеленогорський (1839, Горбатівский повіт Нижньогородської губернії — 2 (14) липня 1908 р., Харків) — філософ, історик психології, методолог науки, професор Харківського університету.

## Життєпис
Народився у сім'ї сільського священика.
У 1862 р. закінчив Нижегородську духовну семінарію.
У 1862—1864 рр. навчався в Казанській духовній академії. У липні 1864 р. припинив навчання через хворобу.
У жовтні 1864 р. продовжив навчання на історико-філологічному факультеті Казанського університету. У листопаді 1867 р. був нагороджений срібною медаллю за трактат «Про грецьку трагедію».
У 1868 р. закінчив університет та з 1869 р. був залишений при ньому для приготування до професорського звання за рекомендацією професора М. М. Троїцького .
У 1870 році захистив дисертацію «Про методичні прийоми філософського мислення Платона» та був затверджений приват-доцентом філософії Казанського університету. Для продовження вивчення філософії у 1871 р поїхав у відрядження до Санкт-Петербурзького університету, де почав роботу над магістерською дисертацією «Вчення Аристотеля „Про душу“ в зв'язку з вченням про неї Сократа й Платона» під керівництвом професорів Ф. Ф. Сідонського та М. І. Владиславлева.
У 1871—1873 рр. стажувався в Німеччині та Швейцарії, де слухав лекції М. В. Дробиша (Лейпцизький університет), Е. Г. Целлера (Гейдельберзький та Берлінський університети), Ф. А. Ланге (Університет Цюріху).
У квітні 1873 р. успішно здав магістерський іспит у Варшавському університеті, у вересні того ж року захистив там же магістерську дисертацію.
3 листопада 1873 р. обраний доцентом кафедри філософії Харківського університету. З 1874 р. читав курси з історії філософії, логіки та психології, етики та естетики.
З 1874 р. розпочав роботу над докторською дисертацією «З історії і теорії методів дослідження та доказів. Про математичний (геометричний), метафізичний (інтуїтивний), индуктивний та критичний методи дослідження і доказу» (виходила фрагментами у «Записках Императорского Харьковского университета» («Записках Імператорського Харківського університету») у 1876—1877 рр.).
У 1878 р. захистив дисертацію у Московському університеті, де завідував кафедрою філософії його вчитель М. М. Троїцький.
У 1878 р. був обраний екстраординарним професором, у 1882 р — ординарним професором Харківського університету.
4 січня 1882 р. присвоєно чин статського радника, 1 січня 1901 р. — чин дійсного статського радника.
Брав участь в роботі Психологічного товариства при Московському університеті, заснованого у 1885 р. з ініціативи Троїцького. У друкованому органі товариства — журналі «Вопросы философии и психологии» («Питання філософії та психології») — опублікував низку робіт з історії харківської філософії, а також з філософії Г. С. Сковороди і Й. Б. Шада.
Публікував статті з історії філософії у харківському часописі «Вѣра и разумъ».
Викладав у 2-й жіночій гімназії та на Жіночих науково-педагогічниз курсах у Харкові теорію словесності та теорію педагогіки.
У 1899 р. був виведений за штат Харківського Університету. До 1908 р. продовжував читати лекції як заслужений ординарний професор.
Помер 2 липня 1908 р. Був похований в селі Водяне (зараз Зміївської територіальної громади Чугуївського району Харківської області), згодом був перепохований біля входу до Свято-Борисоглібського жіночого монастира (також у Водяному), на церкву якого він робив значні пожертви.

## Праці
- Зеленогорский Ф. А. Общая характеристика движения философии в последние три века в ее главнейших направлениях. Х., 1893.
- Зеленогорский Ф. А. О методах исследования и доказательства. М.: «Российская политическая энциклопедия» (РОССПЭН), 1998. 320 с.
- Зеленогорский Ф. А. Очерк развития психологии с Декарта до настоящего времени. Харьков: Университет. тип., 1885. С. II.
- Зеленогорский Ф. А. Учение Аристотеля о душе в связи с учением о ней Сократа и Платона. — М.: Книжный дом «ЛИБРОКОМ», 2011. 104 с
- Зеленогорский Ф. А. Очерки из истории древней философии. — Х., 1908;
- Зеленогорский Ф. А. Теория словесности: Курс первый. Проза: Опыт учебника для сред. учеб. заведений. Х., 1887
- Зеленогорский Ф. А. Аристипп Киренский, основатель гедонизма // Вера и Разум. 1892. Т. II. Ч. I. С. 367—379
- Зеленогорский Ф. А. Влияние натурфилософии Ф. Шеллинга (Материалы для истории Харьков. ун-та) // Записки имп. Харьков. ун-та. — 1895. — Кн. 4.
- Зеленогорский Ф. А. Греческие трагики и софисты (литературно-филос. движение в Афинах после персидских войн) // Вера и разум.— 1890. — № 10, 11 (те саме: Х., 1890);
- Зеленогорский Ф. А. Ив. Г. Шад, бывший профессор философии в Харьков. ун-те (1804—1817). Биография // Записки имп. Харьков. ун-та. — 1896. — Кн. 2;
- Зеленогорский Ф. А. И. Г. Шад «Instutiones jures naturae» (Естественное право) // Записки имп. Харьков. ун-та — 1900. — Кн. 1;
- Зеленогорский Ф. А. Идеи и диалектика по Платону // Вера и разум. — 1890. — № 7;
- Зеленогорский Ф. А. Из истории греческой философии. Общее обозрение развития греческой философии с Фалеса до Сократа // Вера и разум. — 1890. — № 3 (те саме: Х., 1890).
- Зеленогорский Ф. А. «Логика» Шада // Вопросы философии и психологии. Москва, 1895, — Кн. 27, 30.
- Зеленогорский Ф. А. О преподавании философии в университете // Мирный труд. 1903. С. 147—154. С. 150.
- Зеленогорский Ф. А. Природа и жизнь по природе по Аристотелю // Вера и Разум. 1891. Т. II. Ч. II. С. 187—208.
- Зеленогорский Ф. А. Пробел в учебном плане средней общеобразовательной школы // Мирный труд. 1903. С. 41-48.
- Зеленогорский Ф. А. Рец. на кн.: Деревицкий А. Н. О начале историко-литературных занятий в Древней Греции. Харьков 1891 // Журнал Министерства народного просвещения. 1892. Ч. 280. Апрель. Отд. II. С. 406—416.
- Зеленогорский Ф. А. Самодеятельность как принцип в воспитании // Журнал Министерства народного просвещения. 1900. Ч. 329. Май. Отд. 3. С. 13-24.
- Зеленогорский Ф. А. Философия Григория Саввича Сковороды, украинского философа XVIII столетия // Вопросы философии и психологии. Москва, 1894. Кн. 23, 24
- Зеленогорский Ф. А. Циники (психологический, моральный и социальный этюд) // Вера и Разум. 1891. Т. II. Ч. I. С. 97-121.

## Педагогічна спадщина
За більше ніж 30 років роботи у Харківському університеті виховав велику кількість учнів, серед яких професор Харківського університету П. Е. Лейкфельд; історик, академік Академії наук СРСР і Всеукраїнської академії наук В. П. Бузескул; мистецтвознавець, професор Казанського та Середньоазіатського університетів О. М. Миронов; професор класичної філології в Харкові, Одесі, Сімферополі, попечитель Казанського та Київського навчальних округів, один з ініціаторів відкриття Саратовського університету О. М. Деревицький; психолог, педагог та філософ С. А. Ананьїн; літератор і критик, письменник, викладач О. М. Гаршин та ін.

## Нагороди
- орден Св. Анни 2-го ст. (1890)
- орден Св. Володимира 3-го ст. (1898)
- орден Св. Станіслава 1-го ст. (1905)